# یخچال طبیعی

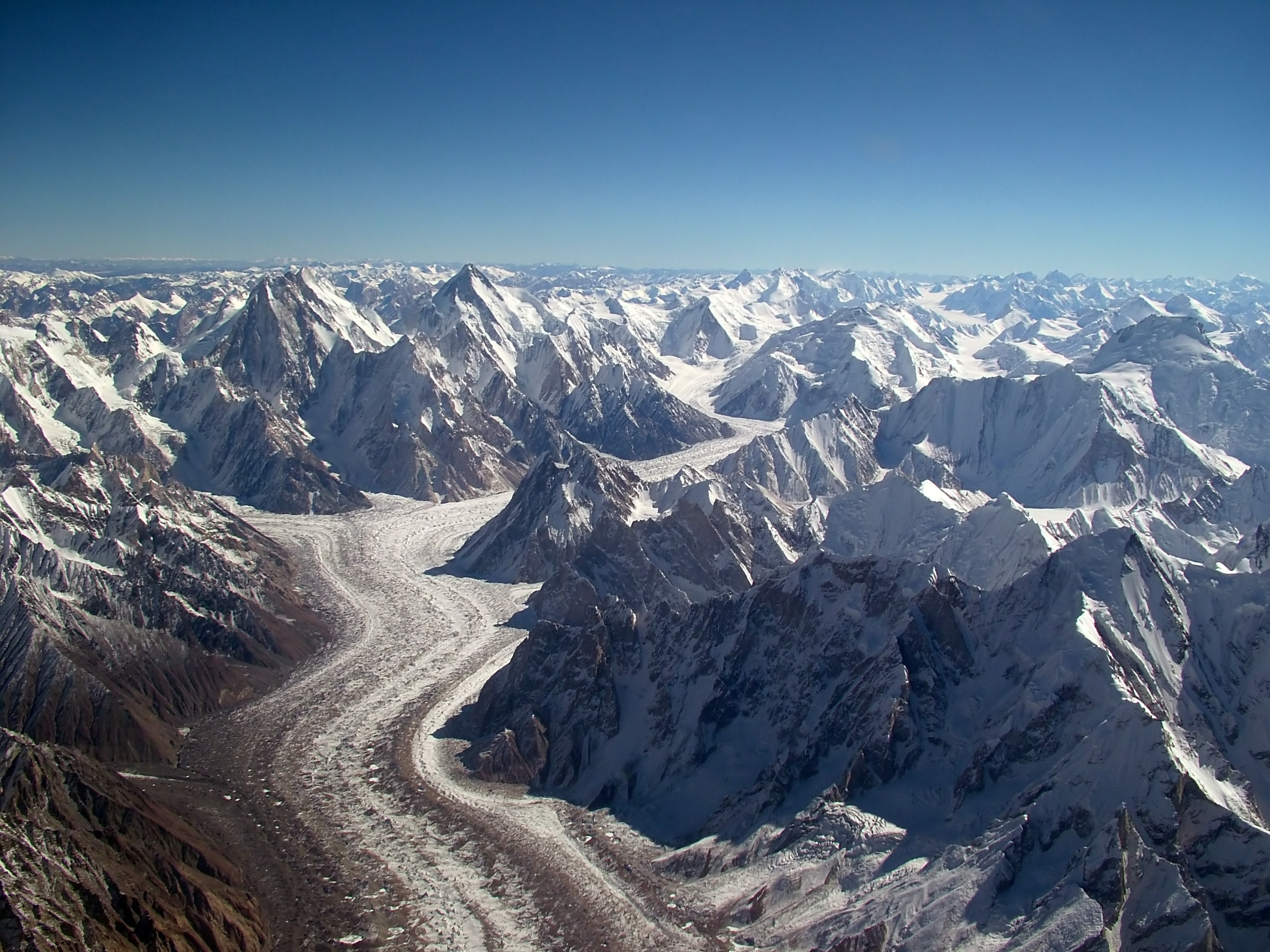
نمای هوایی از یخچال بالتورو کانگری در پاکستان، این کشور با ۷۲۵۳ یخچال طبیعی شناخته‌شده بیش از هر کشور دیگر خارج از مدار قطبی، یخچال طبیعی دارد.

یخچال طبیعی یا یخسار یا پیریَخ (به فارسی تاجیکی) توده‌ای یخ است که بر اثر نیروی گرانش از نواحی بلند کوهستانی یا در نواحی قطبی شمالی و جنوبی زمین، که دارای هوای بسیار سردی هستند، به آرامی جریان پیدا می‌کند.
اگر مقداری برف به محکمی در دست فشرده شود، برف به یخ تبدیل می‌شود. این همان رویدادی است که پس از بارش برف، در دره‌های مرتفع کوهستانی رخ می‌دهد. برف در کف دره، بر اثر فشار برف‌های بالایی فشرده و به یخ تبدیل می‌شود.

## جابجایی یخچال

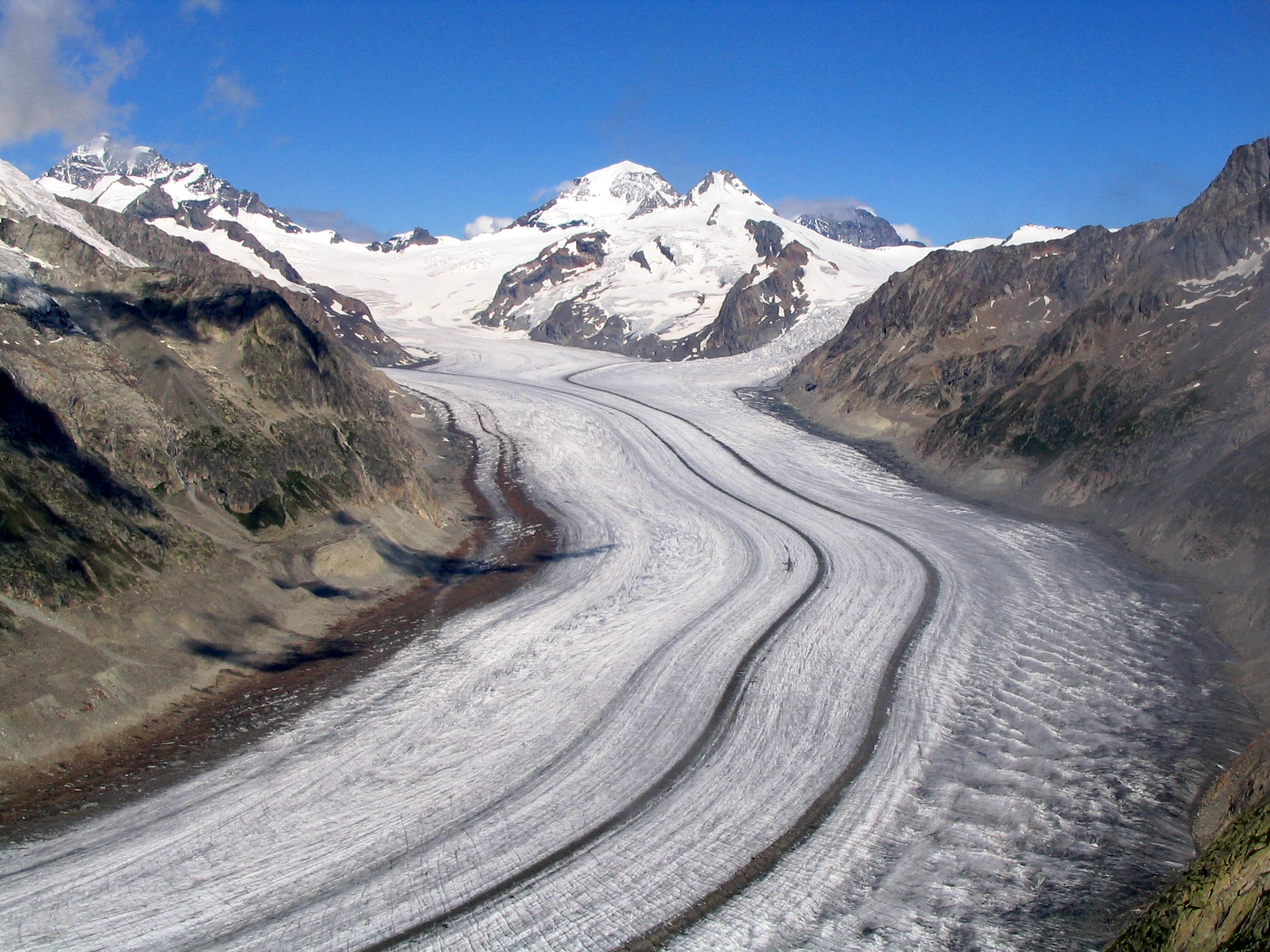
یخچال طبیعی آلیتچ (Aletsch)، سوئیس

برف‌های زیرین فشرده و محکم‌تر می‌شود و مانند توده‌ای خمیری حرکت می‌کند. به این ترتیب، یخچال طبیعی به وجود می‌آید. یخچال طبیعی به آرامی، حدود ۳ متر در سال، حرکت می‌کند.

## نیروی ویرانگر
قدرت فرسایشی یخچالهای طبیعی بزرگ، بسیار زیاد است. حرکت آن به سمت پایین دامنه، باعث فرسایش دره به شکل U می‌شود. دره‌ای که در اثر یخچال طبیعی به وجود می‌آید، کف هموار و دیواره‌های عمودی دارد.

## کلاهک‌های قطبی
یخچالهای طبیعی که در قطب‌های شمال و جنوب تشکیل شده‌اند، امکان دارد به اندازه یک کشور یا یک قاره باشند. این یخچال‌ها را کلاهک‌های یخی یا صفحه‌های یخی می‌نامند. برف در قسمت‌های مرکزی این خشکی‌ها می‌بارد و بسوی دریاهای کناری کشیده می‌شود. جنوبگان و گرینلند با پهنه‌های یخی پوشانده شده‌اند.

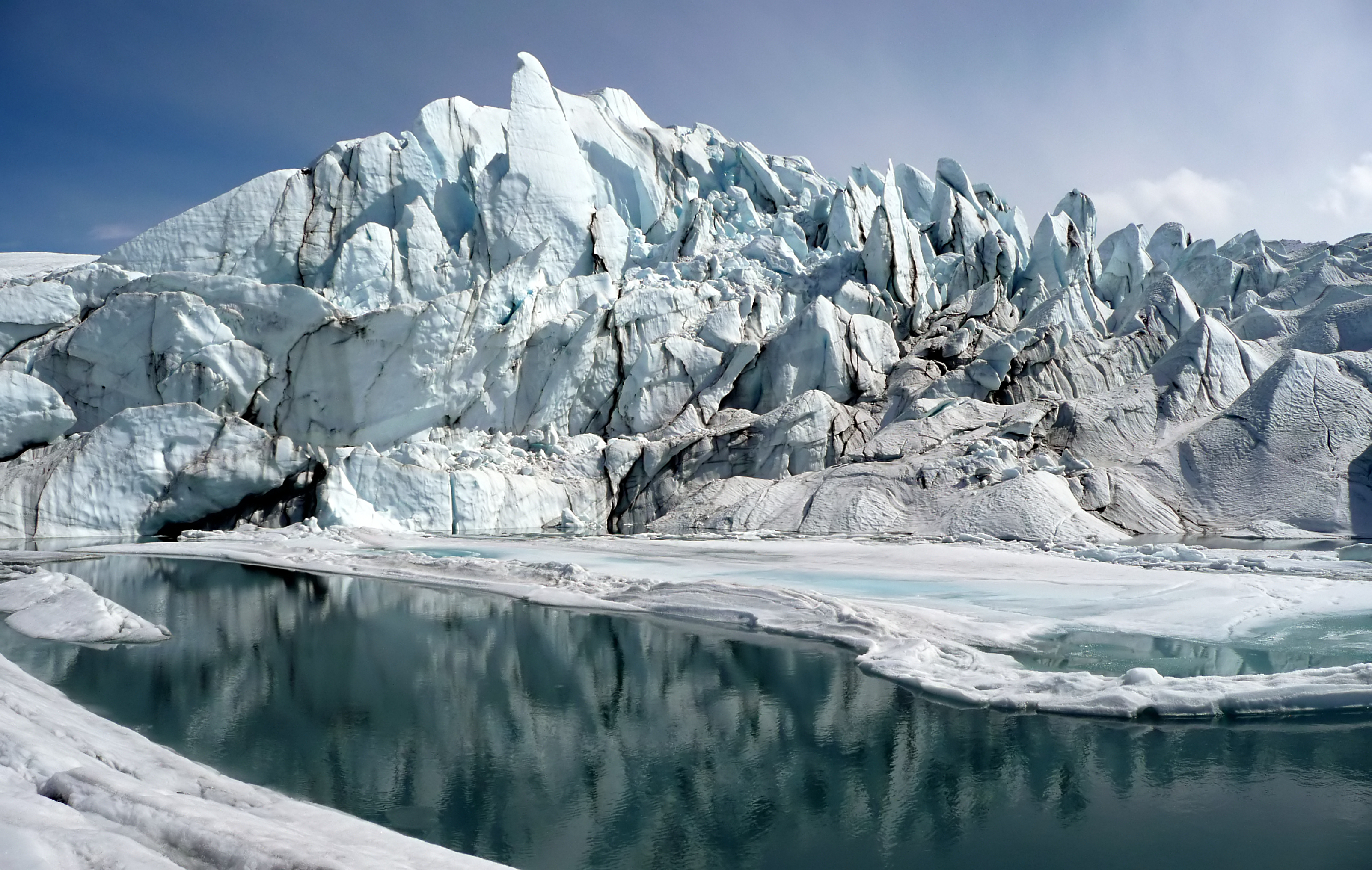
یخچال طبیعی ماتانوسکادر آلاسکا

## عصر یخ
بین ۶۰۰ هزار تا ۱۰ هزار سال پیش، زمین دوره‌های شدیدی از هوای سرد را طی کرد که عصر یخبندان نامیده می‌شوند. در هریک از این دوره‌ها، یخچالهای طبیعی وسیعی بخش زیادی از آمریکای شمالی، آسیا و اروپا تا نزدیکی لندن در انگلستان را پوشاند. بسیاری از دریاچه‌ها، دره‌ها و تپه‌هایی که امروز می‌بینیم، با این صفحه‌های یخی پوشیده شده بودند. نخستین مردمانی که در آمریکا ساکن شدند و از آسیا به آلاسکای امروزی آمدند، از یک گذرگاه یخی به بلندی ۱۰۰۰ متر گذشتند.

## گردآوری پاره‌سنگ‌ها

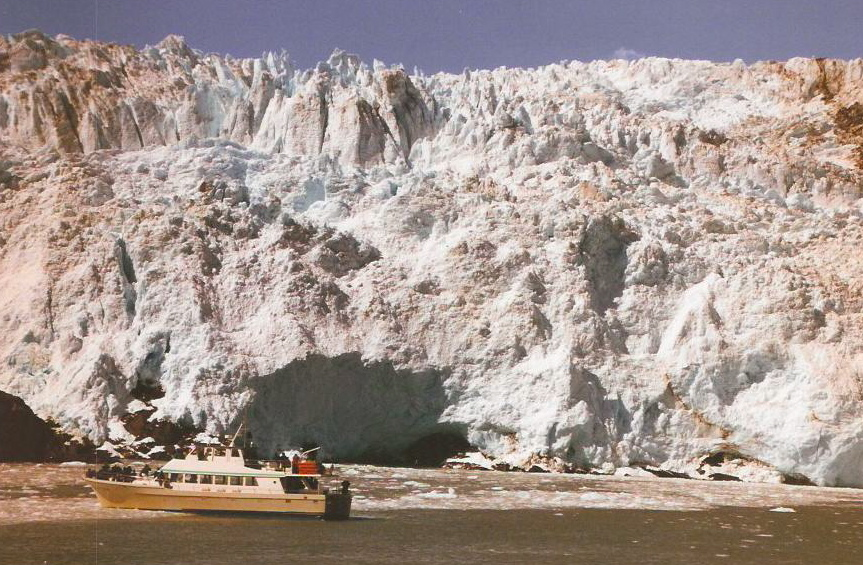
یخچال طبیعی هولگیت، پارک ملی کنائی آلاسکا

پاره‌سنگ‌هایی که یخچال طبیعی باعث فرسایش آن‌ها می‌شود، همراه با آن یخچال جابجا یا بار دیگر درون یخ‌ها لایه‌بندی می‌شوند یا روی یخها قرار می‌گیرند. این پاره‌سنگ‌ها را یخ‌رُفت می‌گویند. هنگامی که پس از ذوب یخ، یخ‌رُفت‌ها در پوزهٔ یخچال (پایانه یخچال) بر جای می‌مانند، چشم‌اندازی از تپه‌ای غیر طبیعی از ماسه، رس و سنگ به وجود می‌آورند.

## نگارخانه

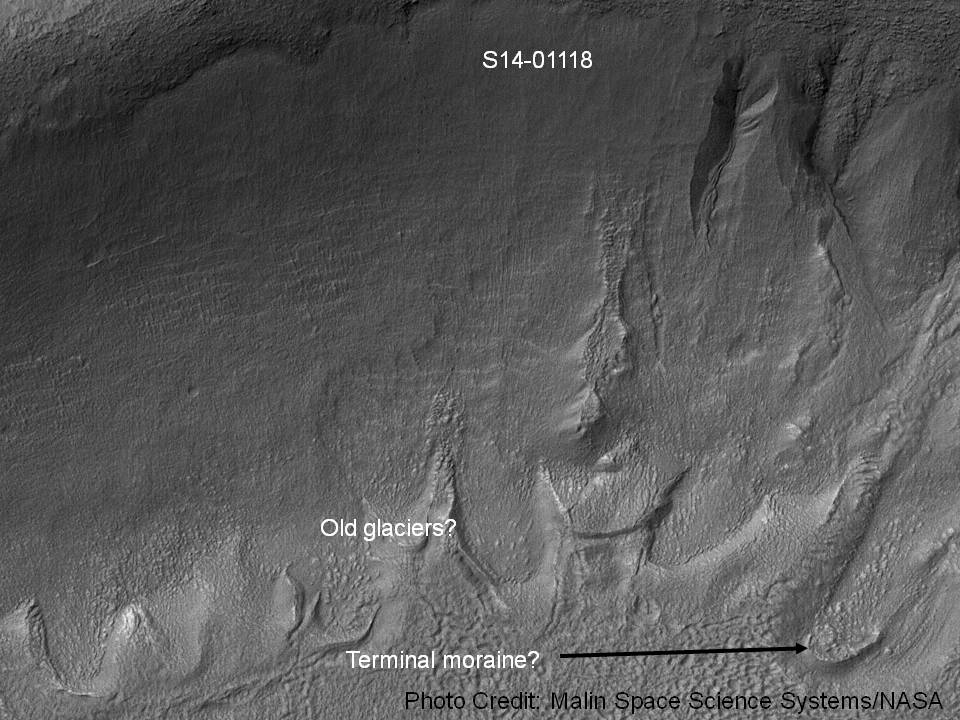
دره‌ها و یخچال طبیعی به شکل زبان (کالبدشناسی)
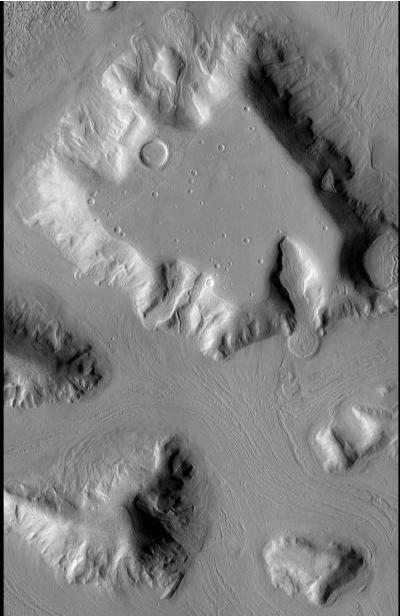
یخچال طبیعی همان طور که توسط دوربین ctx مشاهده می‌شود
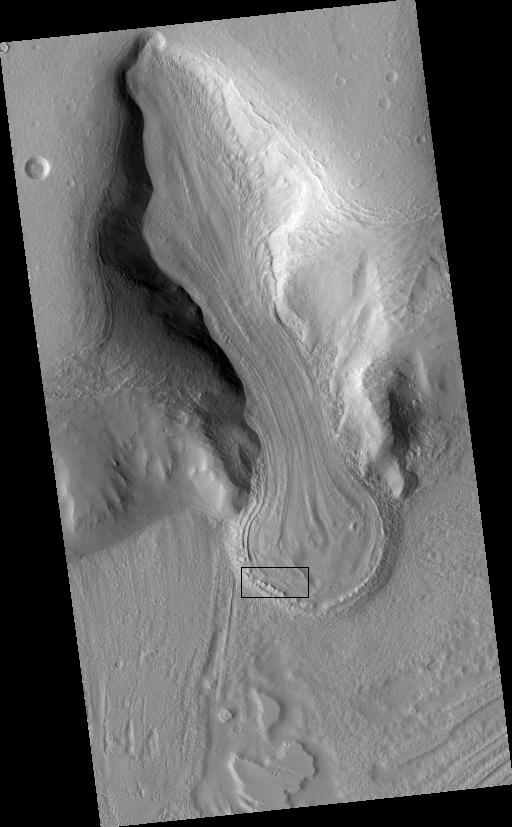
چشم انداز وسیع یخچال طبیعی
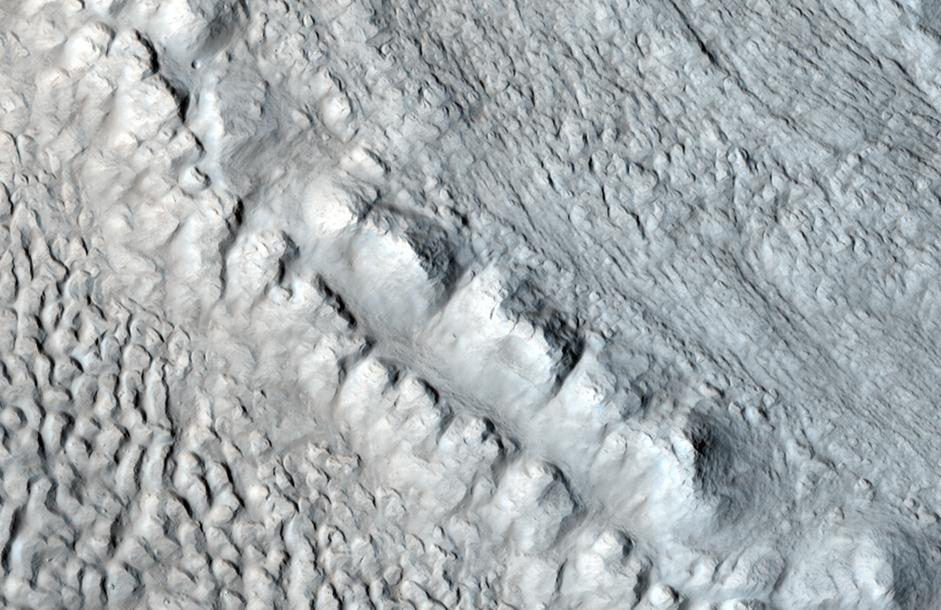
نمای نزدیک یخچال طبیعی با آزمایش علمی تصویربرداری با وضوح بالا
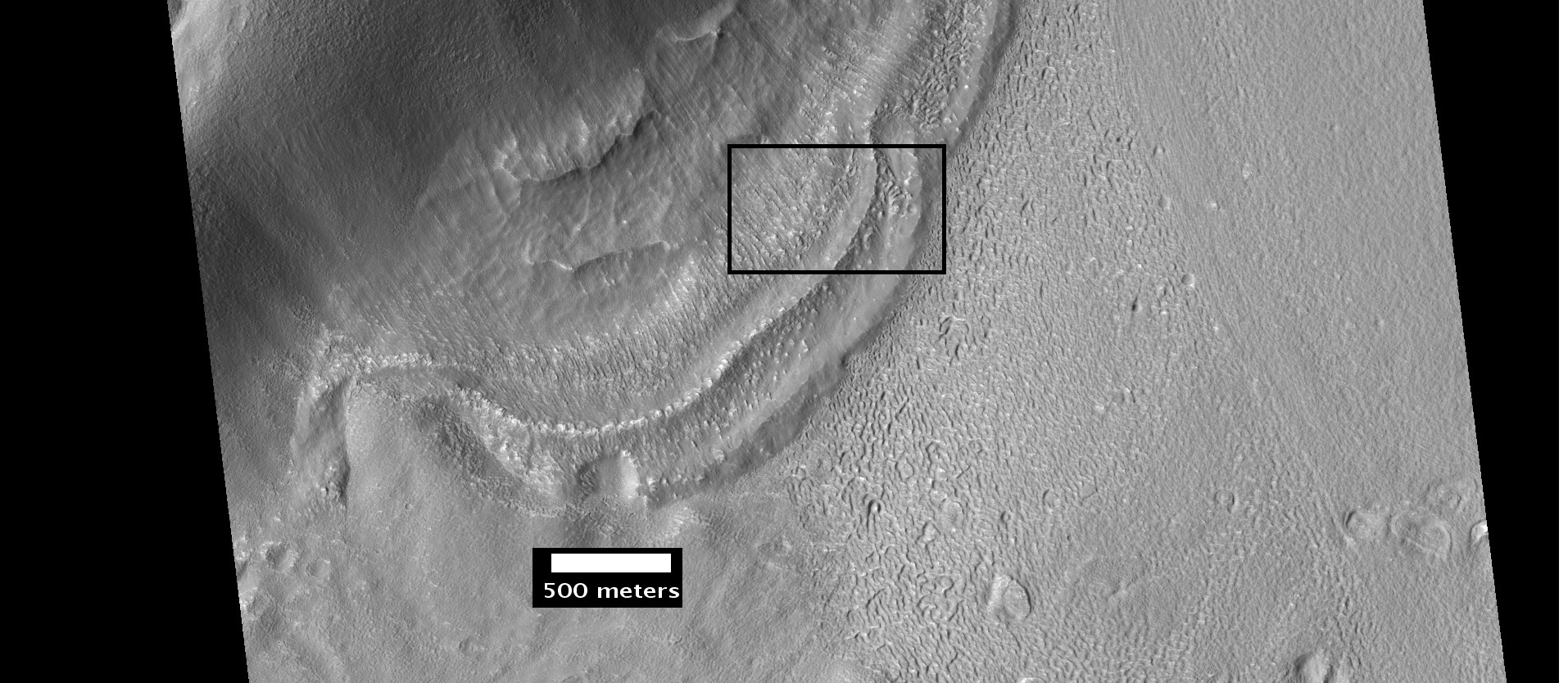
یخچال طبیعی تصویربرداری با وضوح بالا
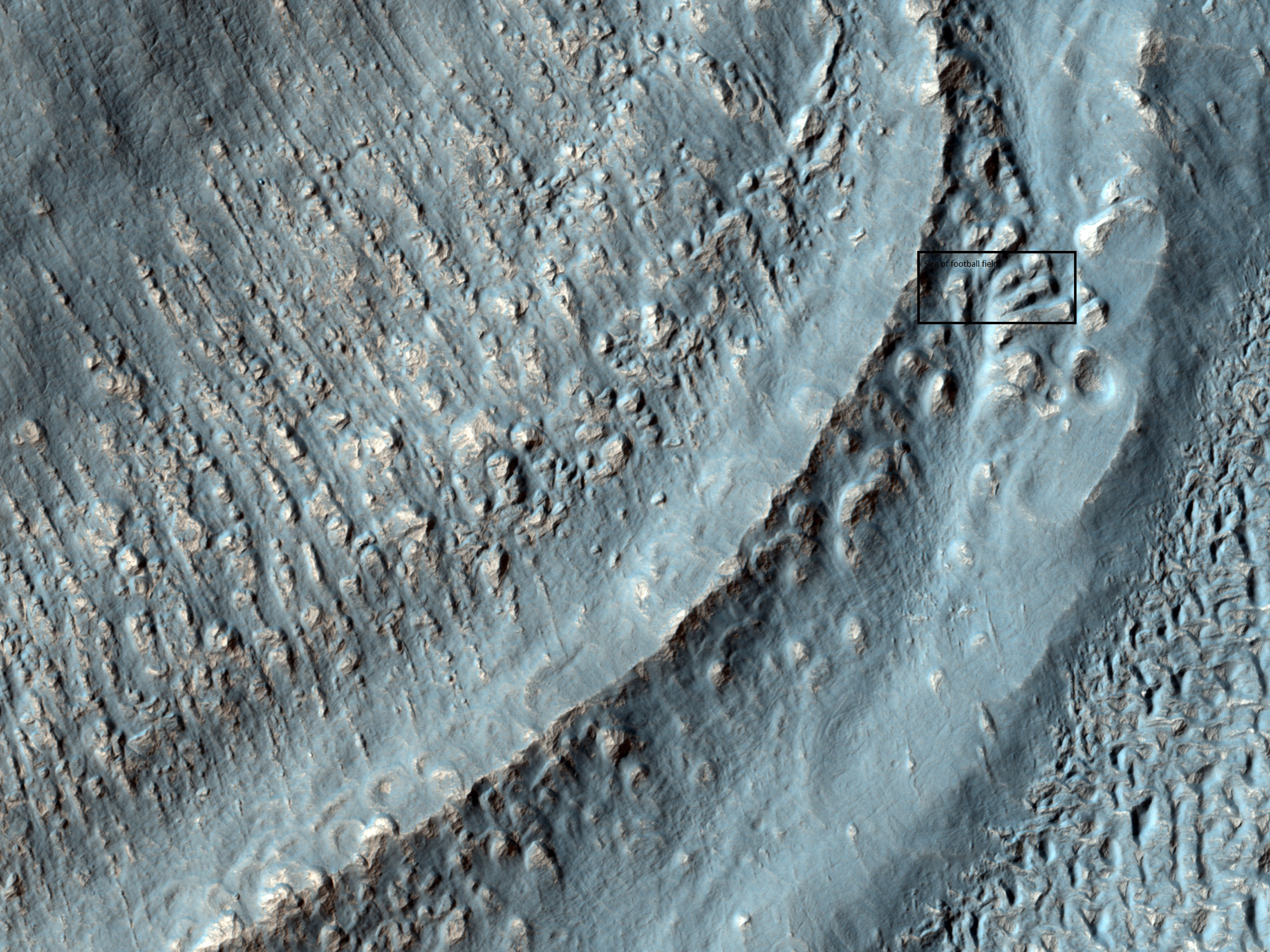
نمای نزدیک یخچال طبیعی
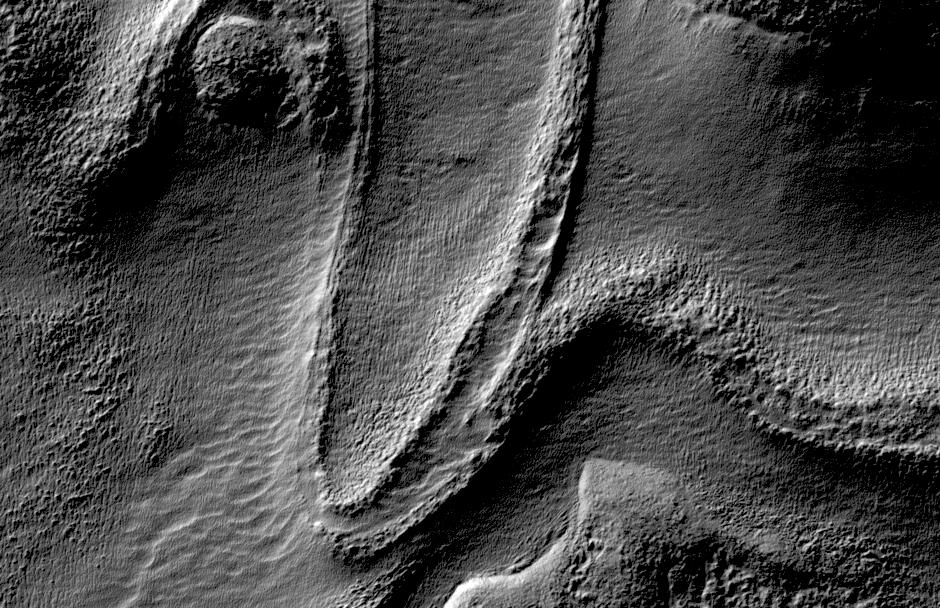
یخچال طبیعی به شکل زبان (کالبدشناسی)
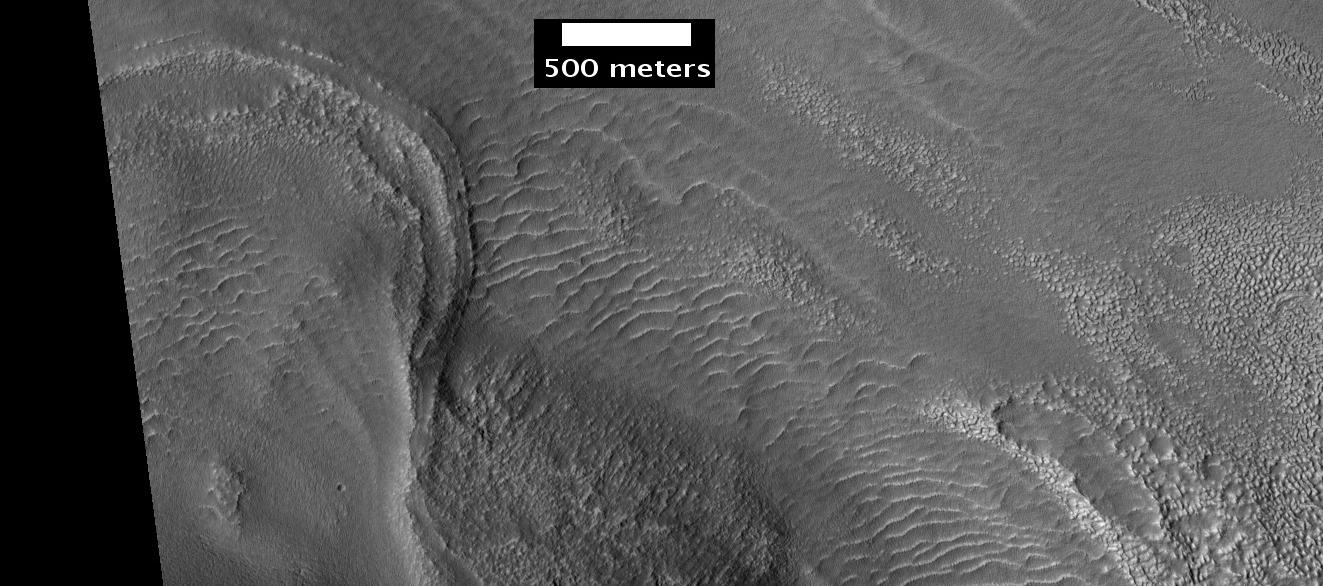
مریخ
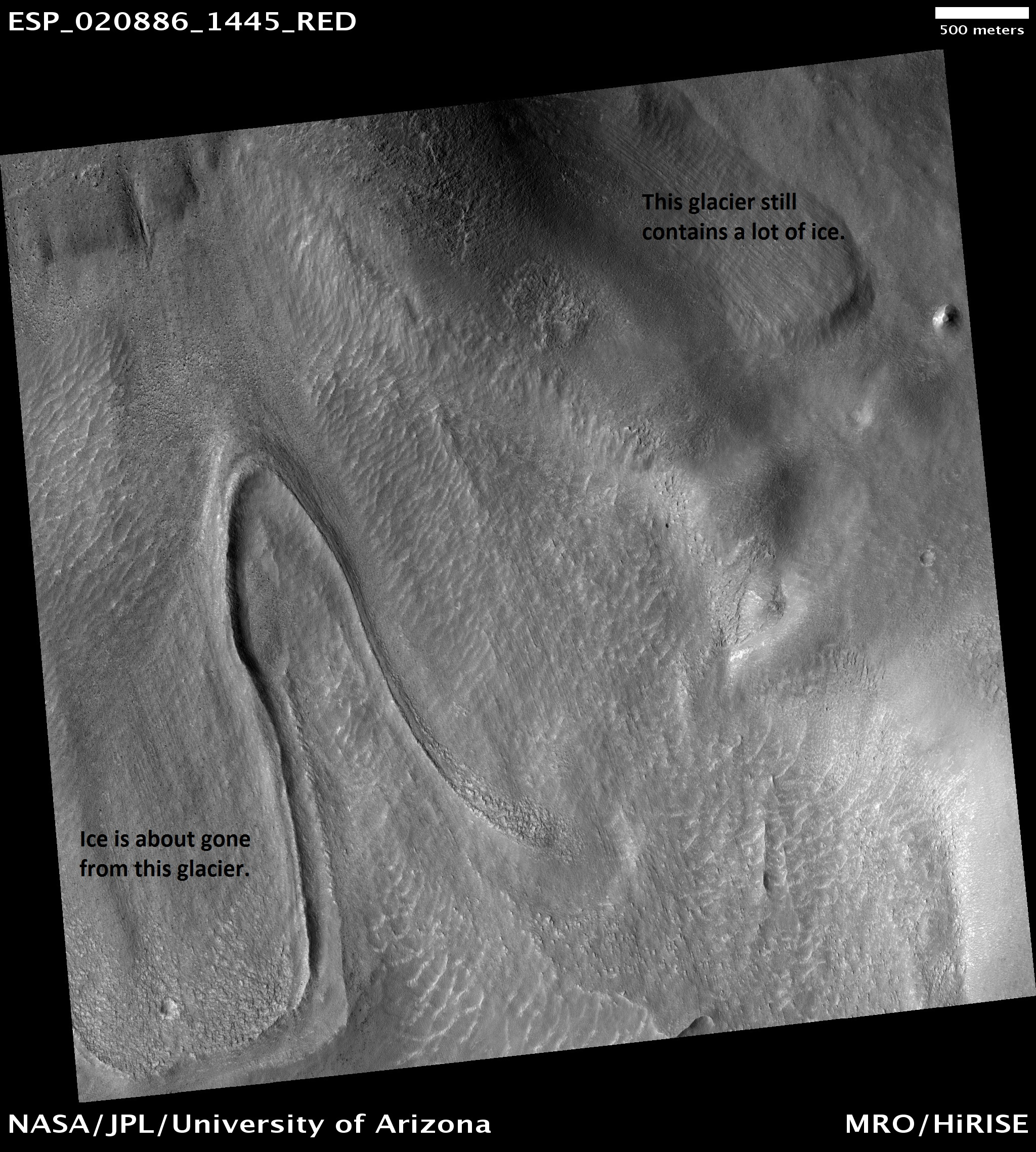
یخچال طبیعی به شکل زبان (کالبدشناسی) توسط آزمایش علمی تصویربرداری با وضوح بالا